# Melanchroia quadripuncta
Melanchroia quadripuncta är en fjärilsart som beskrevs av Druce 1907. Melanchroia quadripuncta ingår i släktet Melanchroia och familjen mätare. Inga underarter finns listade i Catalogue of Life.